# オオスジヒメジ
オオスジヒメジ（ 大筋比売知、大筋比賣知、Parupeneus barberinus）は、スズキ目ヒメジ科に分類されるヒメジの一種。

## 分布
日本では、三浦半島以南の太平洋岸、琉球列島に分布する。また、インド洋～中部太平洋にも分布する。

## 名称
体側に太くてはっきりした筋があることからこの名がついた。
沖縄県では、「ナガウツイジャン」や「ジンバヤ」、「ジンバー」、「カタカシ」、「タカカシー」などと呼ばれ、同じ県でも地域によって呼び名が違う。

## 生態
水深100mまでのサンゴ礁域の砂底・砂礫底・藻場などに生息する。日中は単独もしくは小規模な群れを形成して活動し、夜間は単独で休息する。長いヒゲには、感覚細胞を備えており、餌を探すのに役立つ。砂の中にすむゴカイや甲殻類などを主な餌としており、砂の中に顔を突っ込んで餌を探す。他の魚が、掘り返したところで餌を探していることもある。

## 特徴
ヒメジの中では最大種で、成長すると全長60cmに達する。吻端から眼を通って尾柄部の近くまで伸びる黒色縦帯が見られること、尾柄部の体側中央に1個の黒色斑がある。若魚には黒色縦帯の上に黄色縦帯がある。

## 料理
鱗は大きく薄く取りやすい。皮は薄く熱に弱い。骨は硬くない。
やや赤みがかった上質の白身で臭味などはない。
生食
- 皮霜造り
- 焼霜造り

煮物
- まーす煮
- しょうゆ煮

揚げ物
- フライ
- 唐揚げ

焼いたもの
- バター焼き
- ポワレ